# Пригородок
При́городок (укр. Пригородок) — село в Рукшинской сельской общине Днестровского района Черновицкой области Украины.
До 2020 года село входило в Хотинский район
Население по переписи 2001 года составляло 822 человека. Почтовый индекс — 60006. Телефонный код — 3731. Код КОАТУУ — 7325086801.